# Sphenacodontidae
De Sphenacodontidae zijn een groep uitgestorven vleesetende basale Synapsida ("zoogdierreptielen") uit het Perm.
De bekendste vertegenwoordigers zijn Dimetrodon en Sphenacodon.

## Definitie
In 1878 benoemde Othniel Charles Marsh een familie Sphenacodontidae om Sphenacodon een plaats te geven.
In 1992 gaven Robert Rafael Reisz e.a. een exacte definitie als klade: de groep bestaande uit Sphenacodon, Ctenospondylus, Dimetrodon, Secodontosaurus en alle andere Sphenacodontoidea die nauwer verwant zijn aan deze taxa dan aan de Therapsida. Deze definitie had het nadeel dat zij nodeloos veel interne soorten omvatte en ongedefinieerde termen bevatte.
In 2012 gaf Roger Benson een puur op soorten gebaseerde definitie als klade: de groep bestaande uit Sphenacodon ferox en alle taxa nauwer verwant aan Sphenacodon dan aan Ophiacodon mirus, Varanops brevirostris, Eothyris parkeyi, Casea broilii, Edaphosaurus cruciger of Mus musculus, de huismuis.

## Evolutie
De Sphenacodontidae splitsten zich af in het Laat-Carboon. Gedurende het Vroeg-Perm waren ze een zeer succesvolle groep, de enige waarvan onder de basale Eupelycosauria veel fossielen te vinden zijn. De beroemdste vorm is wel Dimetrodon, de enige basale synapside die het grote publiek kent. Datzelfde publiek denkt trouwens vaak dat het om een dinosauriër gaat hoewel het in feite een vroege verwant van de zoogdieren betreft die minstens dertig miljoen jaar vóór de eerste dinosauriërs leefde. Het evolutionair succes uitte zich overigens niet in een zeer grote soortenrijkdom: een lage stofwisseling leidde leidde vermoedelijk tot een langzame soortvorming. Sphenacodontide fossielen beperken zich wat het Perm betreft tot het Cisuralien: na het Vroege Perm stierf de groep kennelijk geheel uit.

## Ontdekkingsgeschiedenis
De eerste sphenacodontide werd in 1854 door Joseph Leidy beschreven: Bathygnathus borealis. De speciale aard ervan werd toen echter niet onderkend; tegenwoordig wordt dit meestal gezien als een soort van Dimetrodon. In 1857 werd Neosaurus als soort beschreven maar pas in 1923 als geslacht benoemd. In 1878 werden door Marsh en Edward Drinker Cope Sphenacodon en Dimetrodon beschreven. Secodontosaurus werd al in 1878 beschreven maar kreeg pas in 1936 zijn geslachtsnaam samen met Ctenospondylus. Daarna zijn er niet heel veel nieuwe soorten ontdekt, vermoedelijk omdat die er überhaupt niet waren. In 2011 werd Cryptovenator benoemd.

## Beschrijving

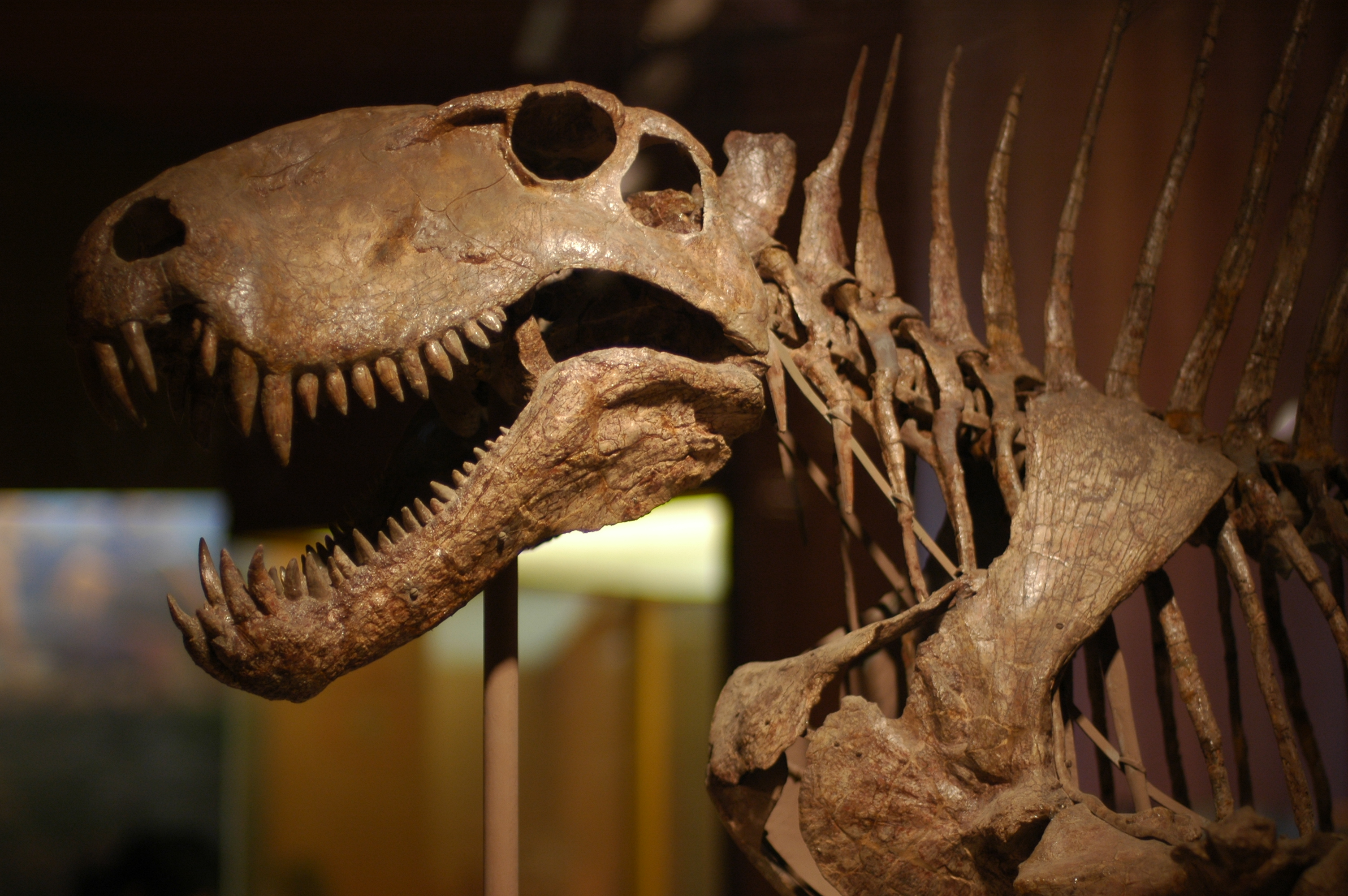
De caniniforme tanden

Sphenacodontidae zijn middelgrote tot grote roofdieren, tot vier meter lang. Van Steppesaurus is wel gedacht dat die 5,4 meter lang werd maar dat berustte op een foute interpretatie van de schaarse fossielen die van dat taxon gevonden zijn.
De sphenacodontiden hebben hun gedeelde nieuwe kenmerken, synapomorfieën. Mogelijke synapomorfieën zijn een praemaxilla die geen uitsteeksel heeft als bijdrage aan het verhemelte; een smalle voorste tak van het voorhoofdsbeen; gekielde halswervels; een diepe trog in het parasfenoïde, verlengde zijuitsteeksels van de wervels en verlengde doornuitsteeksels.
In het algemeen hebben sphenacodontiden een grote lange kop en een korte nek. Ze hebben in meer of mindere mate een soort kam op de rug. De poten zijn zijwaarts gericht. De schoudergordel is hoog zodat de rug wat naar achteren afloopt. De staart is relatief kort.
Sphenacodontidae tonen een meer afgeleide bouw, een teken van hun nauwe verwantschap met de Therapsida. Ze hebben een vergrote bijtkracht door een verlaagd kaakgewricht en een verhoogd coronoïde uitsteeksel van de onderkaak, wat allebei de hefboomwerking vergroot. Daartoe is ook het slaapvenster vergroot en het schedeldak daarboven begint te hellen. De sluitspieren trokken de kaak meer naar achteren, om weerstand te bieden aan een spartelende prooi. Vermoedelijk diende een teruggebogen beenplaat aan de onderzijde van het angulare ook voor extra spieraanhechting van de Musculus pterygoideus. Bij therapsiden zou die plaat evolueren tot een deel van de gehoorgang maar voor sphenacodontiden hebben sommige onderzoekers wel betwijfeld of ze überhaupt trommelvliezen bezaten. Sphenacodontidae hebben ook vergrote hoektanden; in feite gaat het niet om tanden homoloog aan de hoektanden van zoogdieren maar om caniniforme gebitselementen met een soortgelijke functie. De tanden worden ook sterker gekromd.
De ledematen van deze groep zijn relatief wat langer dan bij voorouders. Hun romp was wat stijver maar kon nog steeds een horizontale golvende beweging maken.

## Fylogenie
De meeste sphenacodontiden werden eerst in de Clepsydropsidae of Clepsydropidae geplaatst. Pas in 1940 werd onderkend dat Clepsydrops een lid was van de Ophiacodontidae en deed Alfred Sherwood Romer de Sphenacodontidae herleven. Hij begreep ook dat de Sphenacodontidae de zustergroep waren van de Therapsida. Hierin was hij een tegenstander van Everett Claire Olson die meende dat de therapsiden een ontwikkelingsgraad waren en gescheiden uit verschillende deelgroepen van de Pelycosauria waren voortgekomen. Olson dacht dat Tetraceratops een vroeg lid van de Therapsida was, evenals Dimacrodon en Tappenosaurus als vroege biarmosuchiërs. Tegenwoordig wordt de problematische Tetraceratops in een eigen Tetraceratopsidae geplaatst; andere zulke vormen ziet men als sphenacodontiden of zelfs caseasauriërs.

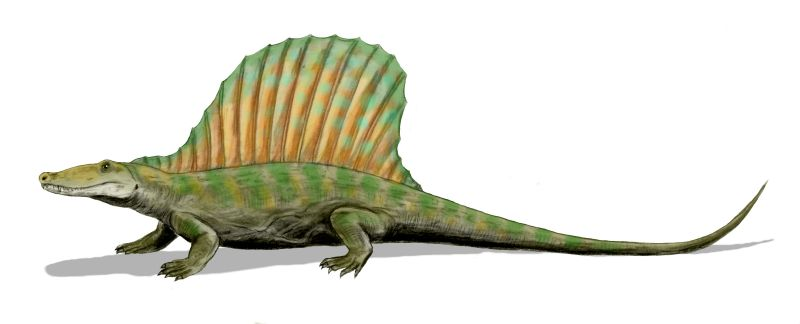
Secodontosaurus is mogelijk een basale vorm

Modern onderzoek heeft Romer hierin dus gelijk gegeven. Toch was ook zijn systeem onlogisch want hij telde basale vormen, Haptodontinae, die eerder dan het afsplitsingspunt van de therapsiden in de stamboom lagen, toch onder de Sphenacodontidae. Dat maakte het begrip parafyletisch. In 1991 gooide James Allen Hopson zulke eerdere takken eruit en definieerde de Sphenacodontidae strikt als de zustergroep van de Therapsida binnen de Sphenacodontoidea. De Sphenacodontoidea en de haptodontiden', overigens ook zelf een onnatuurlijke parafyletische groep, vormden dan de ruimere Sphenacodontia.
Wat de interne fylogenie van de groep betreft, wordt wel een onderscheid gemaakt tussen basale vormen en meer afgeleide soorten die verenigd worden in een Sphenacodontinae.

## Levenswijze

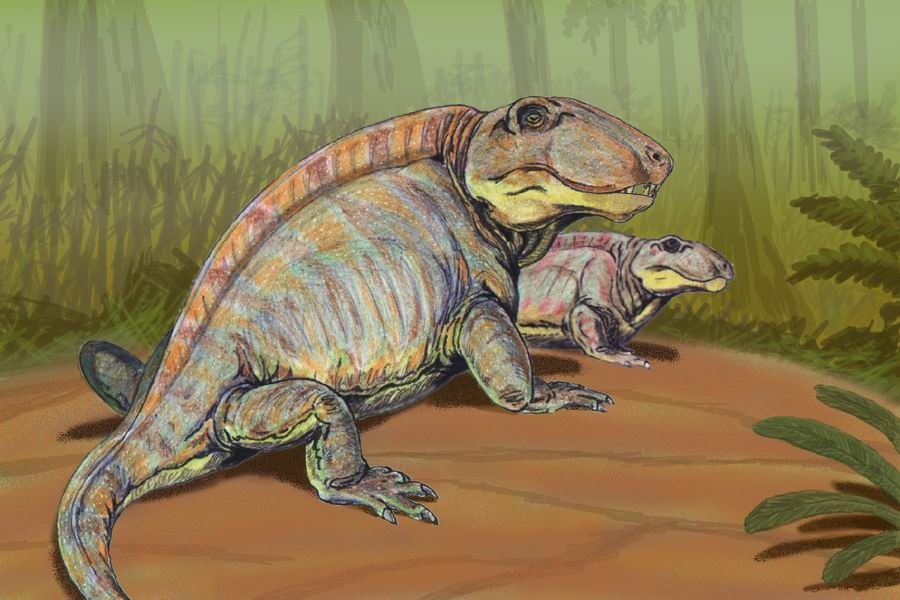
Sphenacodon had een lage rugkam

Wat het de habitat van sphenacodontiden betreft is wel verondersteld dat Dimetrodon en Secodontosaurus in kustgebieden en aan rivier oevers of meeroevers leefden, terwijl Sphenacodon droge hoogvlakten bevolkte. Modern onderzoek heeft echter aangetoond dat Dimetrodon ook talrijk was in droge gebieden. Een grote lichaamsmassa is wel gezien als een probleem bij oververhitting. Daarom is ook geopperd dat Dimetrodon juist in hete hooglanden evolueerde en pas later natte gebieden binnendrong, in grootte toenemend. De grote scleraalringen in de ogen, een aanwijzing voor een grote oogbol met groot diafragma, wijzen volgens sommige onderzoekers op een nachtelijke levenswijze.

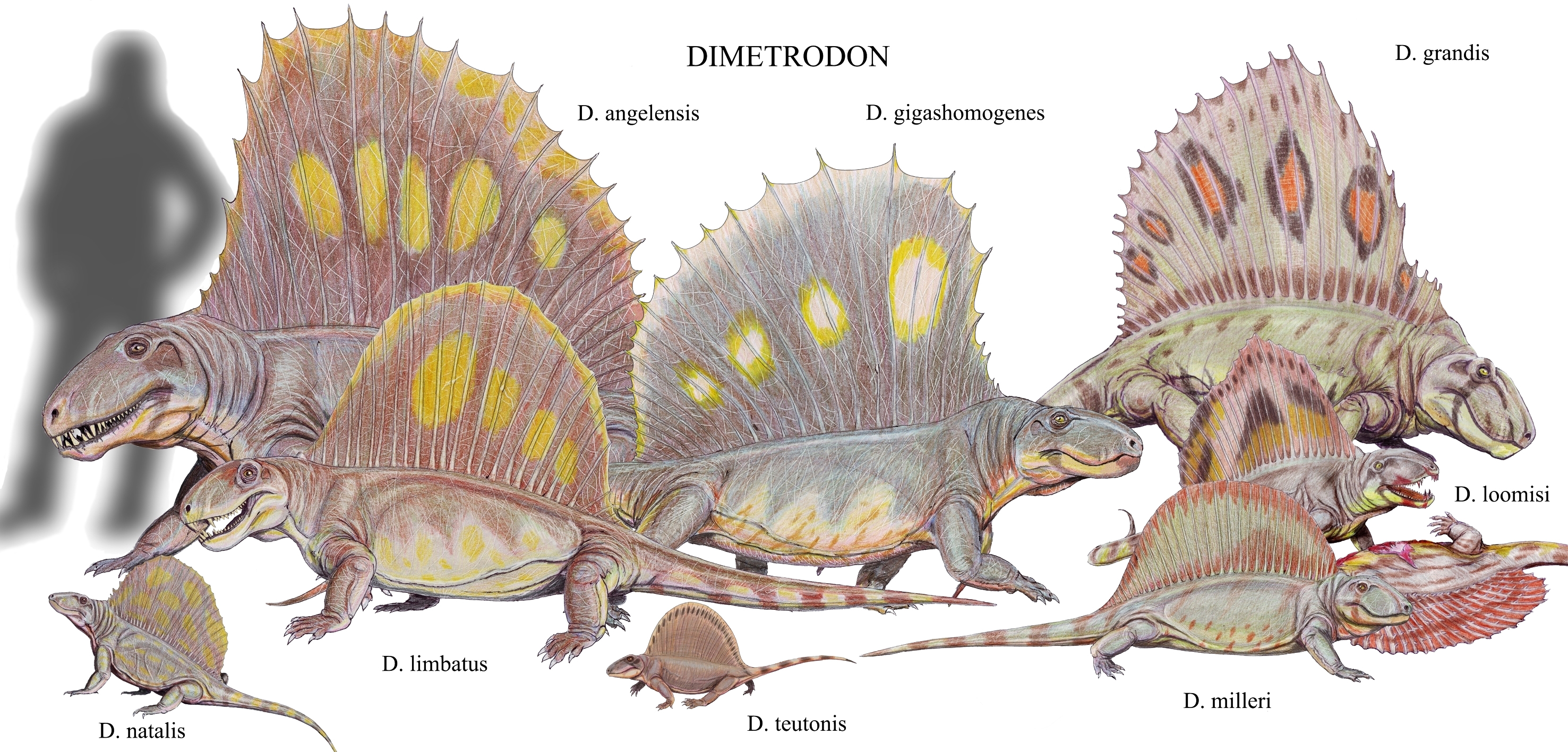
De dimetrodonsoorten hadden alle hoge zeilen

De sphenacodontiden waren de apexpredatoren van hun leefgebied en stonden aan de top van de voedselketen. Ze joegen vermoedelijk uit een hinderlaag. Hun wat stijve lichamen waren namelijk niet geschikt voor een langdurige achtervolging. Omdat ze door hun vermoedelijk nog beperkte stofwisseling niet veel voedsel nodig hadden, konden ze het zich veroorloven lang te wachten. Die lage stofwisseling verklaart ook hun relatief hoge populatiedichtheid want zo konden er meer roofdieren leven van een gegeven massa aan prooidieren.
Modern onderzoek heeft dit laag-energetische beeld echter wat bijgesteld. De sporen van sphenacodontiden laten zien dat ze niet met hun buik over de grond sleepten. Kennelijk waren ze in staat zich wat op de poten te verheffen wat de snelheid verhoogd zal hebben. Botonderzoek laat weliswaar duidelijke groeilijnen zien als bij koudbloedige reptielen maar ook snelgroeiend botweefsel dat wijst op een verhoogd metabolisme.
Veel aandacht is in dit verband altijd besteed aan de mogelijke functie van de rugkam die ook de gelijktijdige Edaphosauridae bezaten — welke de laatste overigens apart ontwikkeld lijken te hebben. De kam bestaat uit verlengde doornuitsteeksels. Hierbij moet bedacht worden dat veel geslachten, zoals Sphenacodon zelf en verder Ctenospondylus en Ctenorhachis slechts een beperkte verlenging tonen. De kam zou bij dezen gediend kunnen hebben voor de aanhechting van een dikke laag epaxiale spieren. Dat wordt bevestigd door de bouw van de uitsteeksels: zijdelings afgeplat en plaatvormig. Onderzoek heeft echter aangetoond dat alleen de onderste helft ervan de verruwing toont die typisch zijn voor spieraanhechting. Kennelijk was er toch een lage uitstekende kam zichtbaar. Opmerkelijk is dat juist de meer afgeleide vormen een korte kam hebben zodat een hoge kam oorspronkelijk lijkt voor de groep die sommige soorten dan secundair weer verkort hebben.
Bij Dimetrodon en Secodontosaurus zijn de doornuitsteeksels extreem verlengd, tot achttien à dertig maal de hoogte van het wervellichaam. Hoewel bij deze de bases afgeplat zijn, heeft de rest van de lengte van het uitsteeksel een 8-vorm in dwarsdoorsnede. Deze uitsteeksels waren mogelijkerwijs met elkaar verbonden in een membraan, een rugzeil. Het kan zijn dat de spitsen daar soms buiten uitstaken want sommige exemplaren tonen tekenen van verwering, hoewel dat ook het gevolg kan zijn geweest van ouderdom of ziekte.

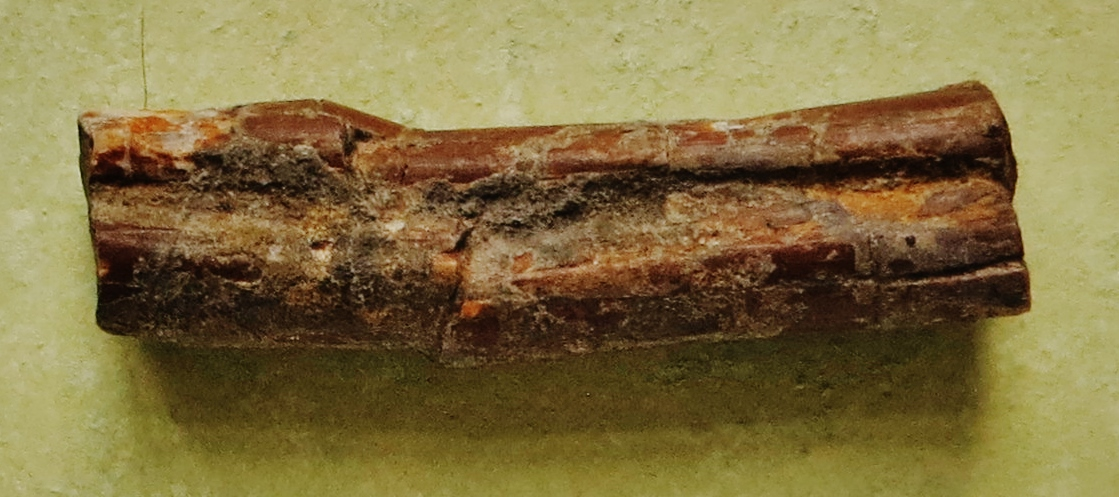
De groeven in het doornuitsteeksel kunnen aderkanalen zijn of een biomechanische versterking

Vroege verklaringen van het rugzeil omvatten de suggestie dat het letterlijk als een zeil fungeerde bij het zwemmen, verdediging tegen roofdieren en, voor de school van de orthogenetica, een uiting van evolutionaire degeneratie of juist een surplus aan vitaliteit waarop door een vermeend gebrek aan selectiedruk tijdens de slome levensgemeenschappen van het Carboon en Perm geen serieuze natuurlijke selectie plaatsvond. Een hypothese door A. Tumarkin uit 1965 dat het zeil werkte als een enorm gehoororgaan vindt al evenmin genade in de ogen van de moderne wetenschap.
In 1948 opperde Romer dat het zeil diende om de lichaamsoppervlakte te vergroten teneinde de lichaamstemperatuur te verhogen door absorptie van hitte uit de buitenlucht. Daartoe zouden de doornuitsteeksels ook speciaal dooraderd zijn. Dat het zeil positieve allometrie toonde, dus dat grote dieren extra grote zeilen hadden, zou dit bevestigen want zulke dieren hebben overigens een relatief kleinere oppervlakte. Latere onderzoekers probeerden deze effecten kwantitatief te modelleren. Uit hun berekeningen bleek dat het zeil zo in beginsel zou kunnen werken, ook voor afkoeling, maar dat het effect niet erg groot was terwijl de relatief kleine dieren ook zonder zeil hun lichaamstemperatuur goed hadden kunnen regelen. Het zou vooral goed kunnen werken in een koeler klimaat maar in een heet klimaat droeg het zeil het risico van oververhitting met zich mee. De hoge vascularisering van het bot lijkt vooral samen te handen met een snelle groei, niet met het opwarmen. Verticale groeven aan de voorzijde en achterzijde van het doornuitsteeksel zijn niet aantoonbaar voor bloedvaten ontworpen. Ze zouden ook de bloeddruk gevaarlijk hebben verhoogd en een enorm risico op een fatale bloeding hebben opgeleverd bij verwondingen. Bloedvaten in het membraan alleen zouden echter niet erg effectief geweest zijn voor warmtetransport. Lastig te kwantificeren is het effect dat het zeil in de vroege ochtend en late avond door de laagstaande zon onder een rechte hoek zou zijn beschenen zodat het dier sneller kon opwarmen en later afkoelde en zo de actieve fase van zijn dagactiviteiten kon verlengen. In de middag zou de zon hoog aan de hemel hebben gestaan en het zeil nauwelijks verwarmd hebben zodat dit kon dienen ter afkoeling. Dit effect zou namelijk sterk afhankelijk zijn geweest van de dichtheid van wolkendek en vegetatie, die beide aanzienlijk kunnen zijn geweest tijdens het late Carboon.
Wegens al deze problemen zijn tegenwoordig andere verklaringen populair geworden. Een daarvan werd al in 1927 door Romer geopperd: de doornuitsteeksels dienden om een doorzakken van de rug te voorkomen. Daarvoor zouden ze echter niet zo extreem lang hebben hoeven worden. Daarom raakte deze interpretatie in de vergetelheid. In 2012 stelde Elisabeth A. Rega echter een andere biomechanische rol voor: de doornuitsteeksels waren, zoals een studie naar haarscheuren in hun bot uitwees, er om de rug horizontaal te verstijven. Als de voortbeweging niet meer golvend was maar de langere ledematen een grotere uitslag ten opzichte van de gordels maakten, zou de pasfrequentie verhoogd kunnen worden door de rug stijver te maken. De 8-vormige dwarsdoorsnede van de uitsteeksels, met een groeve in voorrand en achterrand, was geoptimaliseerd om zijdelingse buigkrachten te weerstaan. Aan de andere kant werd een vergelijking gemaakt met de rugvin van de geelvintonijn die de romp verticaal ondersteunt maar wel een redelijke horizontale beweeglijkheid toestaat. Daartoe zou het membraan elastisch moeten zijn geweest.
Een laatste vermoede functie is die van pronkorgaan om indruk te maken op soortgenoten of roofdieren. De allometrie lijkt ook op die van geweien bij hoefdieren. Een probleem bij deze verklaring is dat er geen bewijs is van seksuele dimorfie: er zijn gen aanwijzingen dat een van de seksen geen zeil had. Het zeil omvat ook geen structuren die alleen maar bedoeld zouden kunnen zijn geweest om op te vallen. Het is daarbij waarschijnlijk dat verschillende functies samenvielen. Vrijwel zeker had een zeil wel enige invloed op winddruk, predatie, trillingswaarneming, lichaamstemperatuur, mechanische structuur en perceptie door andere dieren. Waarom sommige soorten een lage rugkam ontwikkelden, is nooit goed verklaard.

## Geslachtenlijst
- Cryptovenator
- Ctenorhachis
- Ctenospondylus
- Bathygnathus
- Dimetrodon
- Eosyodon
- Gorgodon
- Macromerion
- Neosaurus
- Secodontosaurus

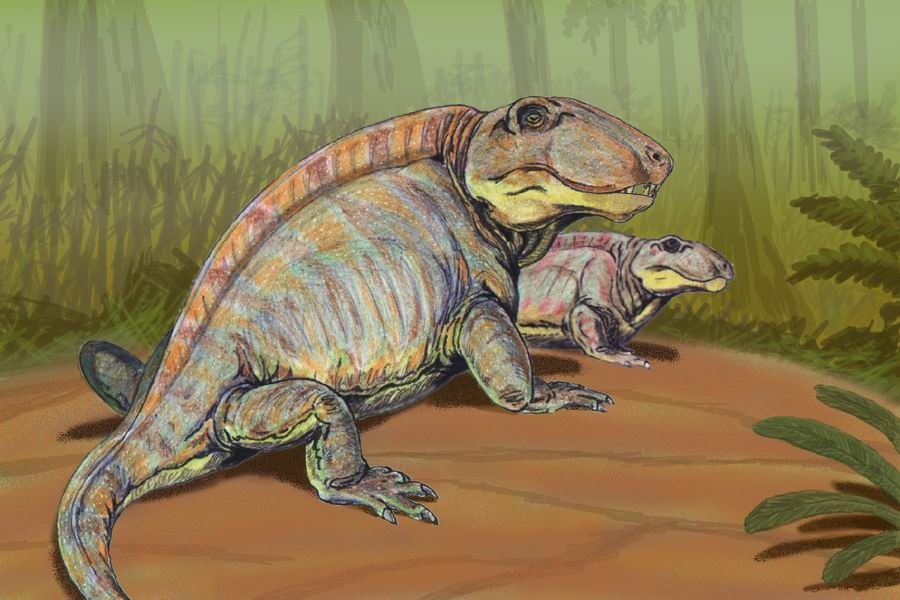
Sphenacodon
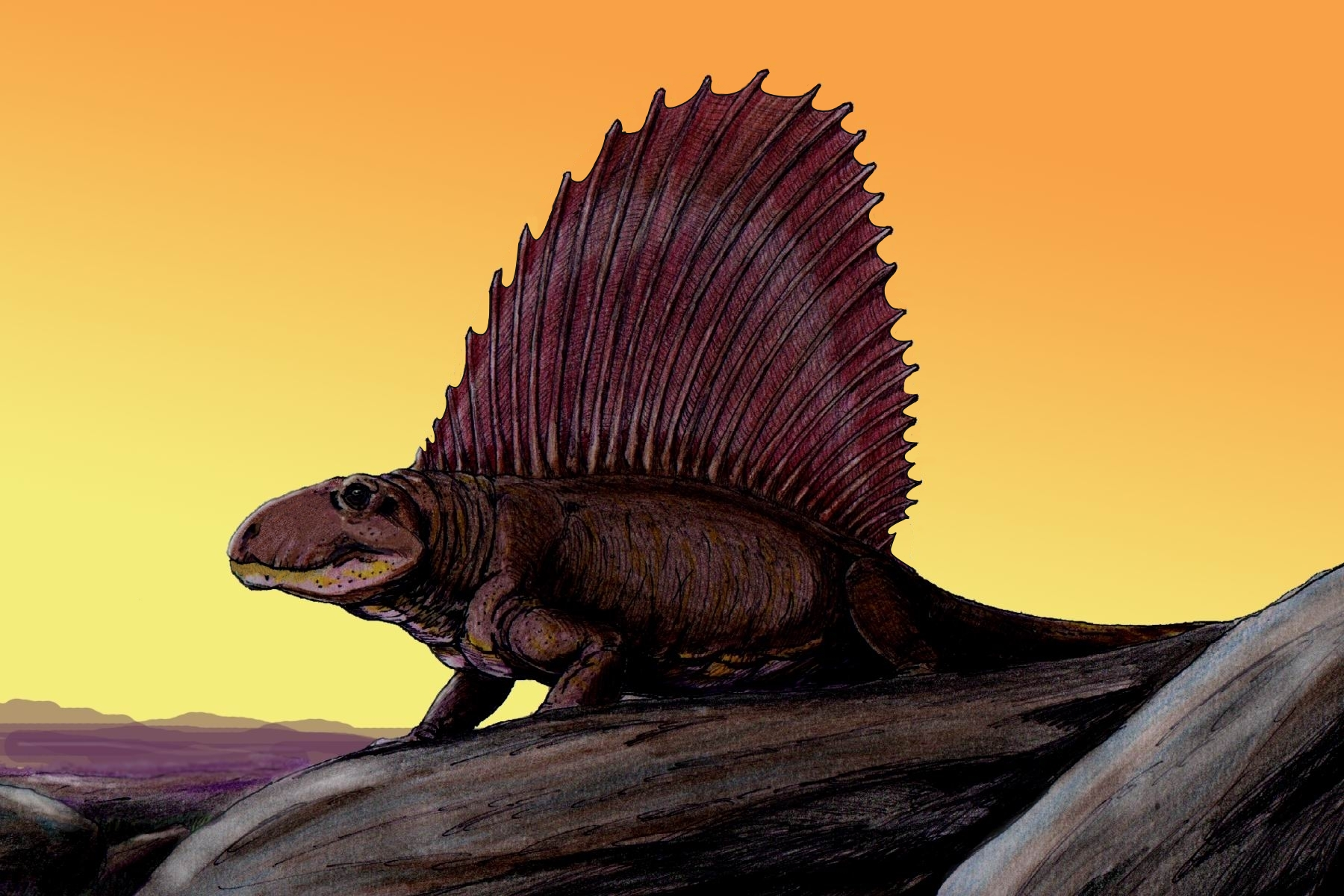
Dimetrodon
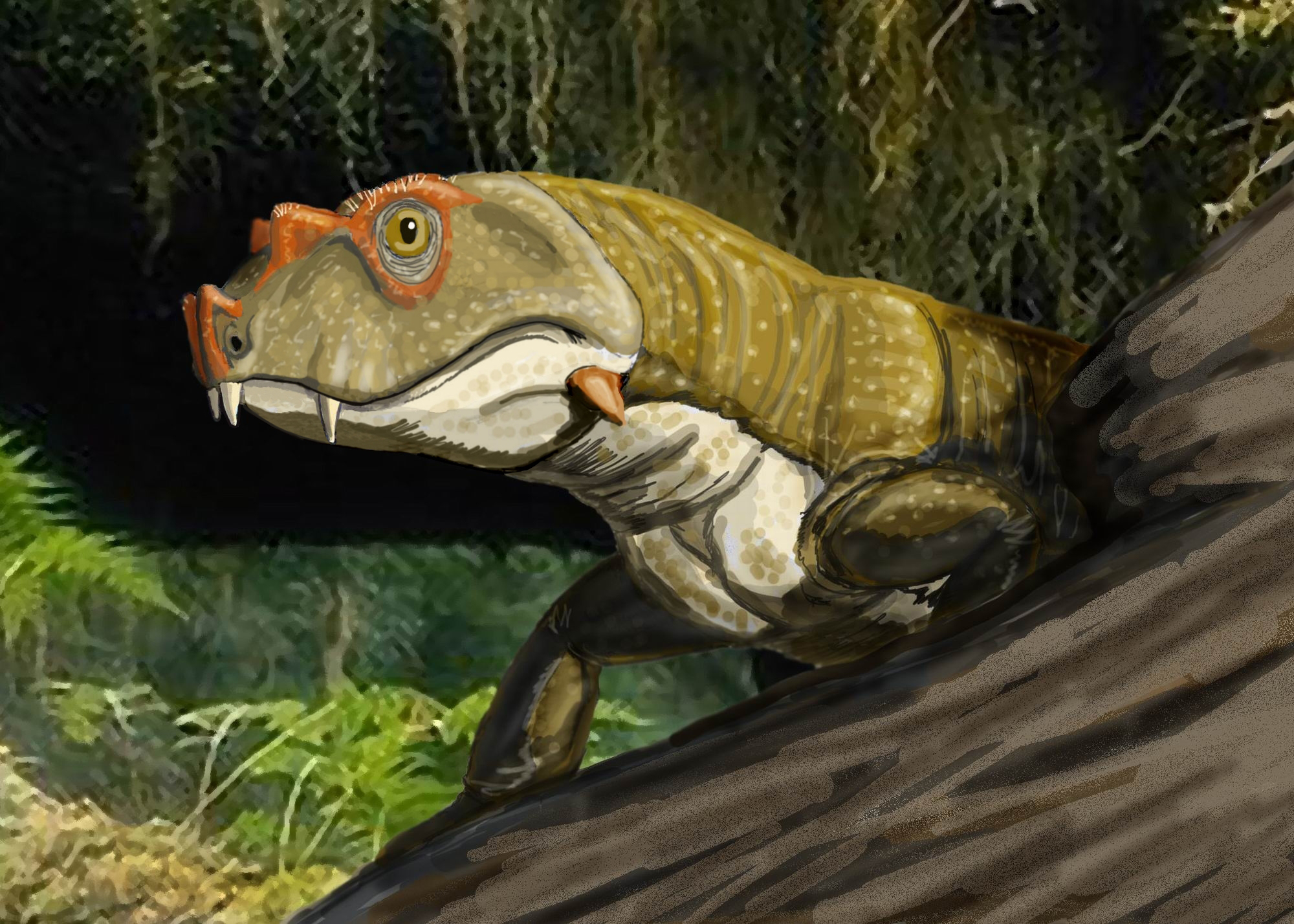
Tetraceratops

- Steppesaurus

Tetraceratopsidae
- Dimacrodon
- Tappenosaurus
- Tetraceratops

- Sphenacodon
- Dimetrodon
- Tetraceratops